# Clipping (audio)
Il Clipping è una distorsione di forma d’onda che si verifica quando un amplificatore è sovrapilotato e tenta di erogare una tensione o corrente oltre la sua capacità massima, ovvero va in saturazione.

## Introduzione

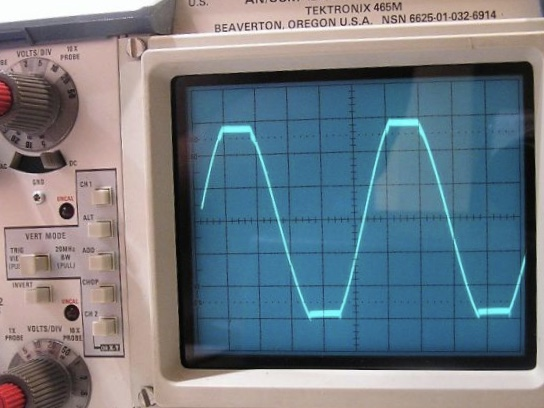
I picchi tagliati (clipped) di un segnale sinusoidale sono mostrati sullo schermo di questo oscilloscopio

Quando un amplificatore è spinto a produrre un segnale in uscita più elevato della tensione di alimentazione, amplificherà il segnale solo fino alla massima capacità e a quel punto il segnale non può essere amplificato ulteriormente. Al "taglio" o "clips" alla massima capacità di amplificazione, il segnale è detto essere in "clipping". Il segnale extra oltre la capacità dell'amplificatore è semplicemente tagliato, con una risultante tipica assimilabile ad un'onda quadra.
Ad esempio molti musicisti con chitarre elettriche intenzionalmente sovraccaricano i loro amplificatori per portarli al "clipping", ottenendo il suono volutamente distorto (overdrive).
Gli amplificatori hanno limitatori di tensione, corrente e termici. Il clipping può accadere causa limitazione nell'alimentazione o nello stadio finale di potenza. Alcuni amplificatori possono per brevi periodi di tempo rilasciare energia senza andare in clipping, prelevando energia da quella immagazzinata nel circuito di alimentazione.
La potenza d'uscita di un amplificatore è predeterminato dal costruttore, pilotando lo stesso fino ai limiti del clipping, ad un determinato livello di distorsione. Pilotando un amplificatore al 1% di distorsione rilascerà un segnale più elevato in uscita che pilotandolo a 0.01%. Così si avrà anche pilotandolo in un solo canale (mono) anziché su due canali contemporaneamente (stereo). Per norma, la Federal Trade Commission (FTC) stabilisce che un amplificatore deve aver riportato la potenza massima in uscita a determinati livelli di distorsione sui due canali stereo. La Electronic Industries Association (EIA) valuta sistemi di amplificazione misurando un singolo canale a 1.000 Hz, con 1% di distorsione e livello-1% di clipping. Con quest'ultimo sistema EIA, un amplificatore presenta una potenza di uscita dal 10 al 20% più alto del metodo FTC.

## Effetti del clipping
Negli amplificatori, il segnale che esce da un amplificatore in clipping ha due caratteristiche che possono danneggiare un diffusore acustico: dato che l'area sottostante l'onda tagliata è maggiore rispetto a quella integra, l'amplificatore produce più energia in uscita. Questa potenza extra può danneggiare i diffusori nei suoi componenti (woofer, tweeter, o crossover) per surriscaldamento. Nel dominio delle frequenze, il clipping produce armoniche a frequenze più elevate rispetto a segnali non tagliati; questa energia ad alta frequenza ha potenzialmente la capacità di danneggiare i tweeter, per surriscaldamento. Altro effetto del clipping, udibile, è che la musica "tagliata" presenta una compressione in ampiezza, ove le note più alte in volume sono tagliate a livelli di quelle più basse in volume.

## Clipping digitale

Un’onda PCM tagliata tra linee rosse

Nel digital signal processing, il clipping accade quando il segnale è ristretto nel range di una data rappresentazione. Ad esempio in un sistema a 16-bit a rappresentazione signed-digit, 32767 è il valore positivo massimo rappresentabile; se durante l'elaborazione l'ampiezza del segnale, ad esempio 32000, è doppia, dovrebbe essere 64000, ma sarà troncato a 32767. Il clipping digitale è preferibile rispetto all'alternativa digitale systems—wrapping che accade se il sistema è concepito per l'overflow aritmetico che, ignorando i bit più significativi in magnitudo e talvolta anche il segno del valore campione, risulta molto distorto.

## Evitare il clipping
Come visto sull'oscilloscopio, l'onda risultante non è una sinusoide piena. Per evitare questo, il livello complessivo di un mix può essere abbassato, o un limitatore può essere usato per tenere bassi i segnali di percussioni e rullanti. Non è semplice eliminare tutto il clipping, come il filtraggio usando un filtro passa alto; ciò può determinare un allineamento di diverse frequenze in modo tale da creare picchi in uscita. Vi possono essere superamenti con conseguente clipping anche se l'amplificatore può riprodurre qualunque singola onda sinusoidale senza clipping. A tal proposito, alcuni audiofili utilizzano amplificatori in grado di fornire potenza superiore rispetto alla massima consentita in ingresso ai diffusori acustici.
Nei sistemi digitali l'incidenza del clipping può essere grandemente ridotta usando numeri in virgola mobile invece che interi. Comunque i numeri in virgola mobile sono meno efficienti da usare, a volte causando perdita di precisione, e possono comunque causare clipping se un numero è troppo grande o troppo piccolo.

## Riparare un segnale distorto
Segnali complessi molto tagliati (registrati alla risoluzione CD o meno) non possono essere riportati alla condizione originale perché le informazioni contenute nei picchi tagliati sono andate completamente perdute. Segnali tagliati in modo leggero possono essere riportati alla condizioni origine, con un certo margine, perché non tutte le informazioni sono state eliminate. In questo caso, il grado di informazioni perdute è proporzionale al grado di compressione causato dal clipping. Segnali leggermente tagliati con larghezza di banda limitata molto sovracampionati hanno una buona probabilità di essere riparati.
È preferibile evitare il clipping, ma se una registrazione è compromessa, e non può essere ripetuta, la riparazione è un'opzione. L'obiettivo della riparazione è quello di migliorare in maniera accettabile la parte di segnale affetta. Ci sono svariati metodi per raggiungere tale scopo. Una volta conosciuta una porzione, si può tentare una parziale riparazione con l'interpolazione o estrapolazione dei campioni noti. Mentre questa è un'approssimazione del segnale originale, la qualità soggettiva è notevole con differenze udibili minime. Altri metodi come il CuteStudio Declip, lavorano copiando il segnale direttamente da un canale stereo ad un altro, nel caso ci sia un solo canale affetto dal clipping. Molti software sono stati creati per risolvere il problema: Sony Sound Forge, iZotope Rx2, Adobe Audition, Nero Wave Editor, e plugin nel pacchetto Audacity LADSPA. Esiste anche un plugin chiamato Clip Fix che usa spline cubiche per la ricostruzione di segnali come funzione liscia.

## Sorgenti di clipping
In apparecchi audio analogici, le cause di clipping possono essere:
1. Il picco-picco di un amplificatore a stato solido senza trasformatore (circuiti integrati e circuiti a stato solido) è limitato dalla tensione di alimentazione, meno dal disegno circuitale di amplificazione (driver) e dalla tensione di saturazione (Vce(sat) per transistor bipolare, o Rds(on) per Field Effect Transistor), e ulteriormente ridotto se lo stadio finale non ha una tensione quiescente in uscita pari alla metà di quella di alimentazione. Per esempio, con un tipico amplificatore operazionale l'Absolute Maximum Rating per l'alimentazione è 36 volt, ma una tensione di sicurezza è 30 volt; se alimentato con +15V e -15V l'uscita teorica rail-to-rail output sarebbe di 15 Volt picco (10.6V RMS, 30V picco-picco), ma in realtà un μA741 può pilotare circa 10 volt picco con un carico di 2 kΩ, i.e. circa 7.1V RMS.
2. Un amplificatore può avere un segnale di uscita asimmetrico, perché un transistor è polarizzato al collettore con una tensione che non è la metà di quella di alimentazione (o i due rami di alimentazione non sono bilanciati); clipping può esserci su una metà del segnale in uscita. Un disegno Bootstrapping o una progettazione diversa delle circuiterie possono alleviare il fenomeno quando causato da difficoltà di pilotaggio del collettore comune dello stadio finale.
3. Se l'alimentazione (i suoi condensatori) non riesce a tenere la tensione piatta (DC), le fluttuazioni (ripple) si ripercuotono sul segnale d'uscita.
4. Un tubo termoionico può muovere un numero limitato di elettroni per unità di tempo (dimensioni, temperatura e materiale). Si può avere un "soft clipping".
5. Dispositivi amplificatori possono avere limiti in ingresso, per esempio la massima corrente di base di un transistor bipolare, e la corrente di griglia di un tubo termoionico. Sono necessari limitatori di corrente per evitare danni agli stessi.
6. Un trasformatore d'uscita (apparecchi a valvole) darà clipping quando il nucleo ferromagnetico si saturerà.
7. Un amplificatore può limitare la corrente d'uscita, o la tensione d'ingresso, per diverse ragioni, volute e non. Quando il carico da pilotare è molto basso, può esserci una limitazione volontaria di corrente (forma d'onda di corrente piatta).
8. Certi processori di segnale producono forme d'onda a fase invertita di clipping quando il segnale d'ingresso eccede il range d'ingresso di un amplificatore operazionale. Il risultato è una forma d'onda tagliata, ma nel segno opposto.

## Rilevare il clipping
Il clipping in un circuito può essere rilevato comparando il segnale origine in ingresso con il segnale in uscita, aggiustato nel guadagno applicato. Ad esempio, se un circuito ha 10 dB di guadagno può essere testato, per il clipping, attenuando il guadagno del segnale di uscita di 10 dB, comparandolo con il segnale in ingresso. Se il circuito è portato al clipping, il segnale in uscita attenuato mostrerà meno tensione nella comparazione. L'offset tra i due segnali può essere usato per illuminare degli indicatori di clipping, come LED, e può essere usato per ridurre il guadagno di un circuito precedente di preamplificazione, così da limitare la distorsione.